# Harald Reinkind
Harald Reinkind (Tønsberg, 17 de agosto de 1992) es un jugador de balonmano noruego que juega de lateral derecho en el THW Kiel y en la Selección de balonmano de Noruega.
Con la selección ganó la medalla de plata en el Campeonato Mundial de Balonmano Masculino de 2019.

## Palmarés

### Rhein-Neckar Löwen
- Liga de Alemania de balonmano (2): 2016, 2017
- Supercopa de Alemania de balonmano (1): 2017
- Copa de Alemania de balonmano (1): 2018

### Kiel
- Copa de Alemania de balonmano (2): 2019, 2022
- Copa EHF (1): 2019
- Liga de Alemania de balonmano (3): 2020, 2021, 2023
- Liga de Campeones de la EHF (1): 2020
- Supercopa de Alemania de balonmano (4): 2020, 2021, 2022, 2023

## Clubes
- Fyllingen Bergen ( -2014)
- Rhein-Neckar Löwen (2014-2018)
- THW Kiel (2018- )